# Ernst Haefliger
Ernst Haefliger (6. juli 1919 – 17. marts 2007) var en schweizisk tenor.
Han blev født i Davos og studerede sang i Zürich, Geneve og Wien. Han var en kendt Bach-fortolker og sang oratorier som Matthæuspassionen. Han sang lieder af blandt andet Franz Schubert og operapartier i for eksempel Tryllefløjten og Fidelio. Mod slutningen af karrieren sang han Arnold Schönbergs Gurrelieder.
Haefliger kunne opleves mange steder. I hjemlandet, i Tyskland og i USA. Karrierens højdepunkt var begyndelsen af 1950'erne og et par årtier frem. Han var et topnavn ved Deutsche Oper i Berlin. Dertil kom gæsteoptrædener i Glyndebourne, England, Luzern og Salzburg. En række indspilninger fra DG viser hans talent.
Haefliger underviste i mange år i Schweiz.
1. ↑  Navnet er anført på engelsk og stammer fra Wikidata hvor navnet endnu ikke findes på dansk.